# Washington County (Indiana)
Washington County ist ein County im US-Bundesstaat Indiana der Vereinigten Staaten. Der Verwaltungssitz (County Seat) ist Salem.

## Geographie
Das County liegt im Süden von Indiana, ist im Südosten etwa 35 km von Kentucky entfernt und hat eine Fläche von 1338 Quadratkilometern, wovon fünf Quadratkilometer Wasserfläche sind. Es grenzt im Uhrzeigersinn an folgende Countys: Jackson County, Scott County, Clark County, Floyd County, Harrison County, Crawford County, Orange County und Lawrence County.

## Geschichte
Washington County wurde am 21. Dezember 1813 aus Teilen des Clark County, Harrison County und des Jefferson County gebildet. Benannt wurde es nach George Washington, dem Oberbefehlshaber der Kontinentalarmee im Amerikanischen Unabhängigkeitskrieg und späteren ersten US-Präsidenten.
7 Bauwerke und Stätten des Countys sind im National Register of Historic Places eingetragen (Stand 5. September 2017).

## Demografische Daten
Nach einer Schätzung im Jahr 2006 lebten hier 28.062 Menschen in 10.264 Haushalten und 7.585 Familien. Die Bevölkerungsdichte betrug 20 Einwohner pro Quadratkilometer. Ethnisch betrachtet setzte sich die Bevölkerung zusammen aus 98,75 Prozent Weißen, 0,13 Prozent Afroamerikanern, 0,13 Prozent amerikanischen Ureinwohnern, 0,16 Prozent Asiaten, 0,01 Prozent Bewohnern aus dem pazifischen Inselraum und 0,24 Prozent aus anderen ethnischen Gruppen; 0,58 Prozent stammten von zwei oder mehr Ethnien ab. 0,73 Prozent der Bevölkerung waren spanischer oder lateinamerikanischer Abstammung.
Von den 10.264 Haushalten hatten 35,0 Prozent Kinder unter 18 Jahre, die mit ihnen im Haushalt lebten. 60,2 Prozent waren verheiratete, zusammenlebende Paare, 9,2 Prozent waren allein erziehende Mütter und 26,1 Prozent waren keine Familien. 22,2 Prozent waren Singlehaushalte und in 9,0 Prozent lebten Menschen mit 65 Jahren oder darüber. Die Durchschnittshaushaltsgröße betrug 2,62 und die durchschnittliche Familiengröße lag bei 3,05 Personen.
26,5 Prozent der Bevölkerung waren unter 18 Jahre alt, 8,7 Prozent zwischen 18 und 24, 29,7 Prozent zwischen 25 und 44 Jahre. 23,0 Prozent zwischen 45 und 64 und 12,0 Prozent waren 65 Jahre alt oder älter. Das Durchschnittsalter betrug 36 Jahre. Auf 100 weibliche Personen kamen 100,1 männliche Personen. Auf 100 Frauen im Alter von 18 Jahren und darüber kamen 97,2 Männer.
Das jährliche Durchschnittseinkommen eines Haushalts betrug 36.630 USD, das Durchschnittseinkommen der Familien 42.618 USD. Männer hatten ein Durchschnittseinkommen von 29.929 USD, Frauen 21.944 USD. Das Prokopfeinkommen betrug 16.748 USD. 7,3 Prozent der Familien und 10,6 Prozent der Bevölkerung lebten unterhalb der Armutsgrenze.

## Orte im County
- Becks Mill
- Blue River
- Bunker Hill
- Campbellsburg
- Canton
- Claysville
- Daisy Hill
- Fair Acres
- Fairview
- Farabee
- Fredericksburg
- Haleysbury
- Hardinsburg
- Highland
- Hitchcock
- Kossuth
- Little York
- Livonia
- Martin Heights
- Martinsburg
- McCol Place
- McKinley
- Millport
- Mount Carmel
- New Pekin
- New Philadelphia
- New Salem
- Old Pekin
- Organ Springs
- Plattsburg
- Prowsville
- Pumpkin Center
- Rosebud
- Rush Creek Valley
- Salem
- Saltillo
- Smedley
- South Boston

Townships
- Brown Township
- Franklin Township
- Gibson Township
- Howard Township
- Jackson Township
- Jefferson Township
- Madison Township
- Monroe Township
- Pierce Township
- Polk Township
- Posey Township
- Vernon Township
- Washington Township